# Fuentes (Espanha)
Fuentes é um município da Espanha, na província de Cuenca, comunidade autônoma de Castela-Mancha. Tem 107,6 km² de área e em 2021 tinha 466 habitantes (densidade: 4,3 hab./km²). Limita com os municípios de Cuenca, Arcas, Cañada del Hoyo, Monteagudo de las Salinas e Reíllo.